# Ефект пляшкового горла

Ефект пляшкового горла — скорочення чисельності популяції.

Ефект пляшкового горла (або «ефект шийки пляшки» англ. Population bottleneck) — тимчасове скорочення чисельності популяції або виду, що супроводжується зменшенням генетичного різноманіття, оскільки інтенсивність змін частот генів в популяції перебуває у зворотно пропорційному відношенні до її чисельності. В результаті таких подій відбувається також зростання частоти схрещування близькоспоріднених організмів через зменшення множини потенційних партнерів для розмноження.
Особливим випадком генетичного ефекту горловини популяції є «ефект засновника», коли невелика група в репродуктивному плані відокремлюється від ядра популяції.
При сильному зниженні чисельності популяції, яке відбувається періодично (у зв'язку з щорічним настанням сезону, несприятливого для підтримки чисельності популяції) або аперіодично (напр. в результаті катастроф), створюються умови для випадкового варіювання частот алелей в популяції — дрейфу генів.

## Назва
Назва «ефект горловини популяції» пов'язана з одним зі способів відображення чисельності популяцій. Якщо схематично зобразити чисельність популяції в один момент часу у вигляді горизонтальної смужки або еліпсу, а чисельність в наступні моменти — таким же чином, але на пропорційну величину вище над першим зображенням, то випадки різкого зниження чисельності будуть виглядати як звуження малюнка у верхній частині — подібно до горловини (шийки) пляшки.

## Ефект горловини популяції у реальних популяціях
Проходження через «шийку пляшки» характерне для популяцій багатьох видів комах, які різко скорочують чисельність в осінньо-весняний період. Зокрема, популяції Drosophila melanogaster різко скорочують чисельність взимку і щорічно відновлюють розмір у літній період. Такі скорочення чисельності призводять до суттєвих зрушень в частотах досліджуваних генетичних маркерів. У разі відновлення чисельності видів, що перебували на межі вимирання, так само відбувається зниження генетичного різноманіття, зумовлене ефектом горловини популяції.

## Ефект горловини популяції в еволюції людини
Еволюційний біолог Ричард Докінс стверджує, що людська мітохондріальна ДНК (що успадковується лише від матері) та Y-хромосомна ДНК (отримувана тільки від батька) вказують на наявність одного предка близько 140 тис. і 60 тис. років тому відповідно. Інакше кажучи, предки всіх нині сущих людей суто за жіночою лінією походять від однієї жінки (яку називають «мітохондріальною Євою», котра жила близько 140 тис. років тому. А суто за чоловічою лінією всі люди походять від єдиного чоловіка (т. зв. «Y-хромосомного Адама», котрий жив десь 60 —90 тис. років тому
Утім, таке сходження до одного предка є генетично очікуваною подією і само собою ще не свідчить про проходження популяції через ефект горловини популяції, оскільки мітохондріальна ДНК та Y-хромосомна ДНК є лише невеликою і нетиповою частиною всього геному. Їхня нетиповість полягає в тому, що вони передаються винятково через матір або через батька відповідно. Разом із тим більшість генів геному успадковується або від матері або від батька, тож їх можна відстежувати назад у минуле за будь-якою з цих ліній. Дослідження багатьох (але не більшості) генів також демонстрували аналогічні сходження між 2 млн і 60 тис. років тому, тим самим спростувавши гіпотезу про ближчу до нас у часі гостру генетичну шийку пляшки (тобто гіпотезу про єдину репродуктивну пару).
Ці дані узгоджуються із теорією катастрофи Тоба, згідно з якою в популяційній історії людства близько 70 тис. років тому мав місце ефект горловини популяції, через який чисельність популяції скоротилася десь до 15 тис. осіб. Сталося це в результаті виверження надвулкану Тоба на Суматрі (Індонезія), котрий завдав великої шкоди довкіллю. Ця теорія спирається на геологічні сліди різкої зміни клімату, а також на факти сходження деяких генів (серед них мітохондріальна ДНК, Y-хромосомна ДНК та деякі гени ядра). та на відносно низький показник генетичної розмаїтості всередині людської популяції
На противагу теорії катастрофічної екологічної зміни в 2000 році в журналі «Molecular Biology and Evolution» з'явилася стаття, в якій обмежена генетична розмаїтість пояснюється «затяжним ефектом горловини популяції». Ці погляди узгоджуються із припущенням про те, що в Субсахарській Африці чисельність людей протягом десь 100 тис. років час від часу знижувалася до 2000 особин, а потім почала наново зростати протягом пізнього палеоліту.